# Кутепов, Игорь Николаевич
И́горь Никола́евич Куте́пов (укр. Ігор Миколайович Кутепов; род. 17 декабря 1965, Первомайский, Харьковская область) — украинский футболист, вратарь, тренер. Мастер спорта СССР.

## Биография
В чемпионате СССР провел 123 матча, в чемпионате Украины — 39, в чемпионате России — 76.
В еврокубках провел 18 матчей.
Выступал за молодёжную и юниорскую сборные СССР, 2-й призёр юниорского чемпионата Европы-1984.
За сборную Украины сыграл 4 игры, пропустил 6 голов (1 с пенальти), имеет в активе 1 «сухой» матч. Трижды выводил на поле команду с капитанской повязкой.
Дебютировал 29 апреля 1992 года в товарищеском матче со сборной Венгрии (1:3). Это был первый матч в истории сборной Украины.
Свой последний матч за сборную провёл 23 октября 1993 года против сборной США (1:0).
| Матчи в составе сборной Украины | Матчи в составе сборной Украины | Матчи в составе сборной Украины | Матчи в составе сборной Украины  | Матчи в составе сборной Украины | Матчи в составе сборной Украины | Матчи в составе сборной Украины | Матчи в составе сборной Украины | Матчи в составе сборной Украины | Матчи в составе сборной Украины | Матчи в составе сборной Украины | Матчи в составе сборной Украины | Матчи в составе сборной Украины |
| N                               | №                               | Дата                            | Место                            | Турнир                          | Соперник                        | Счёт                            | Голы                            | Минуты                          | Замены                          | Наказания                       | Клуб                            | Примечание                      |
| ------------------------------- | ------------------------------- | ------------------------------- | -------------------------------- | ------------------------------- | ------------------------------- | ------------------------------- | ------------------------------- | ------------------------------- | ------------------------------- | ------------------------------- | ------------------------------- | ------------------------------- |
| 1                               | 1                               | 29.04.1992                      | Украина, Ужгород, «Авангард»     | Товарищеский матч               | Венгрия                         | 1:3                             | 61′, 70′, 84′ (пен.)            | 90                              |                                 |                                 | Динамо (Киев)                   |                                 |
| 2                               | 8                               | 16.10.1993                      | США, Хай-Пойнт, «Симеон Стэдиум» | Товарищеский матч               | США                             | 2:1                             | 26′                             | 85                              | 85'                             |                                 | Динамо (Киев)                   | Капитан                         |
| 3                               | 9                               | 20.10.1993                      | Мексика, Сан-Диего, «Джек Мерфи» | Товарищеский матч               | Мексика                         | 1:2                             | 14′, 36′                        | 90                              |                                 |                                 | Динамо (Киев)                   | Капитан                         |
| 4                               | 10                              | 23.10.1993                      | США, Бетлехем, «Гудман Стэдиум»  | Товарищеский матч               | США                             | 1:0                             |                                 | 90                              |                                 |                                 | Динамо (Киев)                   | Капитан                         |
| Итого:                          | Итого:                          | Итого:                          | 4 игры; +2 =0 −2; голы 5:6 (−1)  | 4 игры; +2 =0 −2; голы 5:6 (−1) | 4 игры; +2 =0 −2; голы 5:6 (−1) | 4 игры; +2 =0 −2; голы 5:6 (−1) | −6 (1 пен.)                     | 355 мин.                        | 355 мин.                        |                                 |                                 |                                 |

С 2001-го по 2003-й год был тренером вратарей в основной и затем молодежной команде московского ЦСКА.
С 2008 года по 2016 год руководитель детской академии харьковского «Металлиста». А с июня 2016 года один из руководителей нового «Металлиста».

## Достижения
- Чемпион Украины (1): 1993, 1994
- Серебряный призёр Чемпионата России (1): 1998
- Обладатель Кубка СССР (1): 1988
- Обладатель Кубка Украины (1): 1993
- Серебряный призёр чемпионата мира среди молодёжных команд 1985.